# Distretto di Lanshan
Il distretto di Lanshan (岚山区S, Lánshān QūP) è un distretto della Cina, situato nella provincia dello Shandong e amministrato dalla prefettura di Rizhao.